# Aéroport international de Simferopol
L'aéroport international de Simferopol (en ukrainien : Міжнародний аеропорт « Сімферополь », en russe : Международный аэропорт "Симферополь", en tatar de Crimée : Aqmescit Halqara Ava Limanı. Cet aéroport (code IATA : SIP • code OACI : UKFF • Code aéronautique de l'espace russophone : russe : СИП) est situé à Simferopol et desservant Simferopol et la république de Crimée.

## Historique

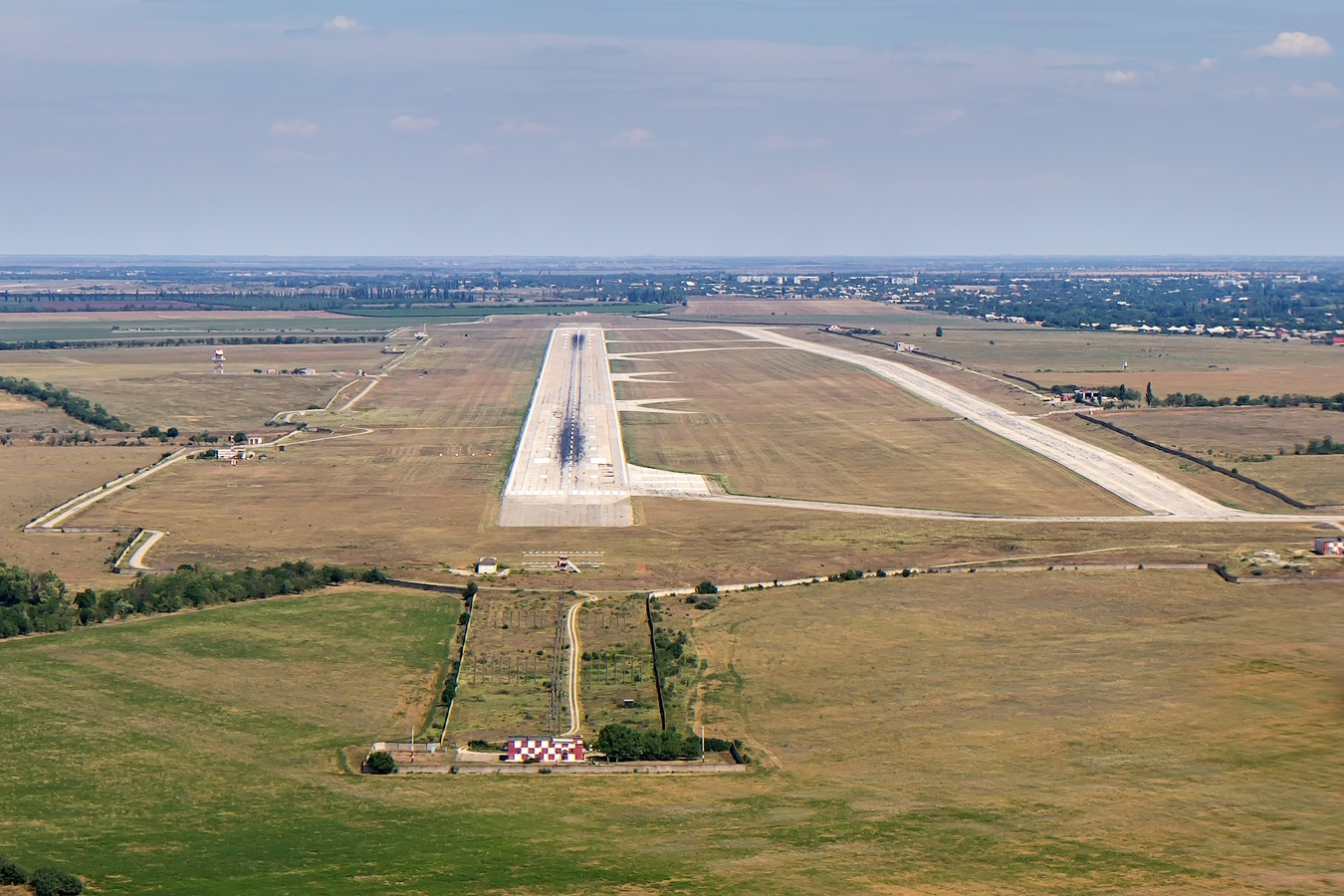
Piste actuelle de l'aéroport.

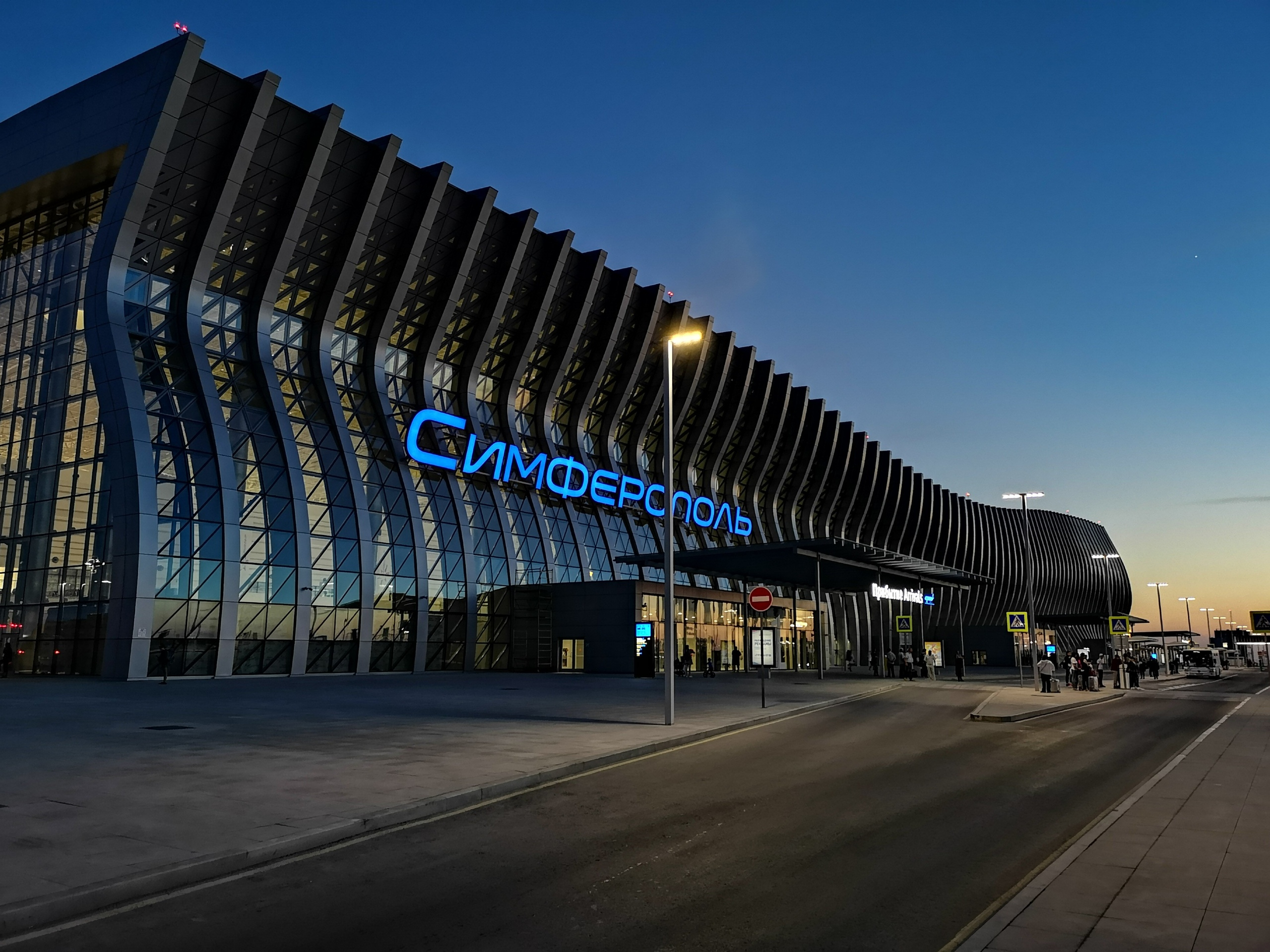
Le nouveau terminal en 2018.

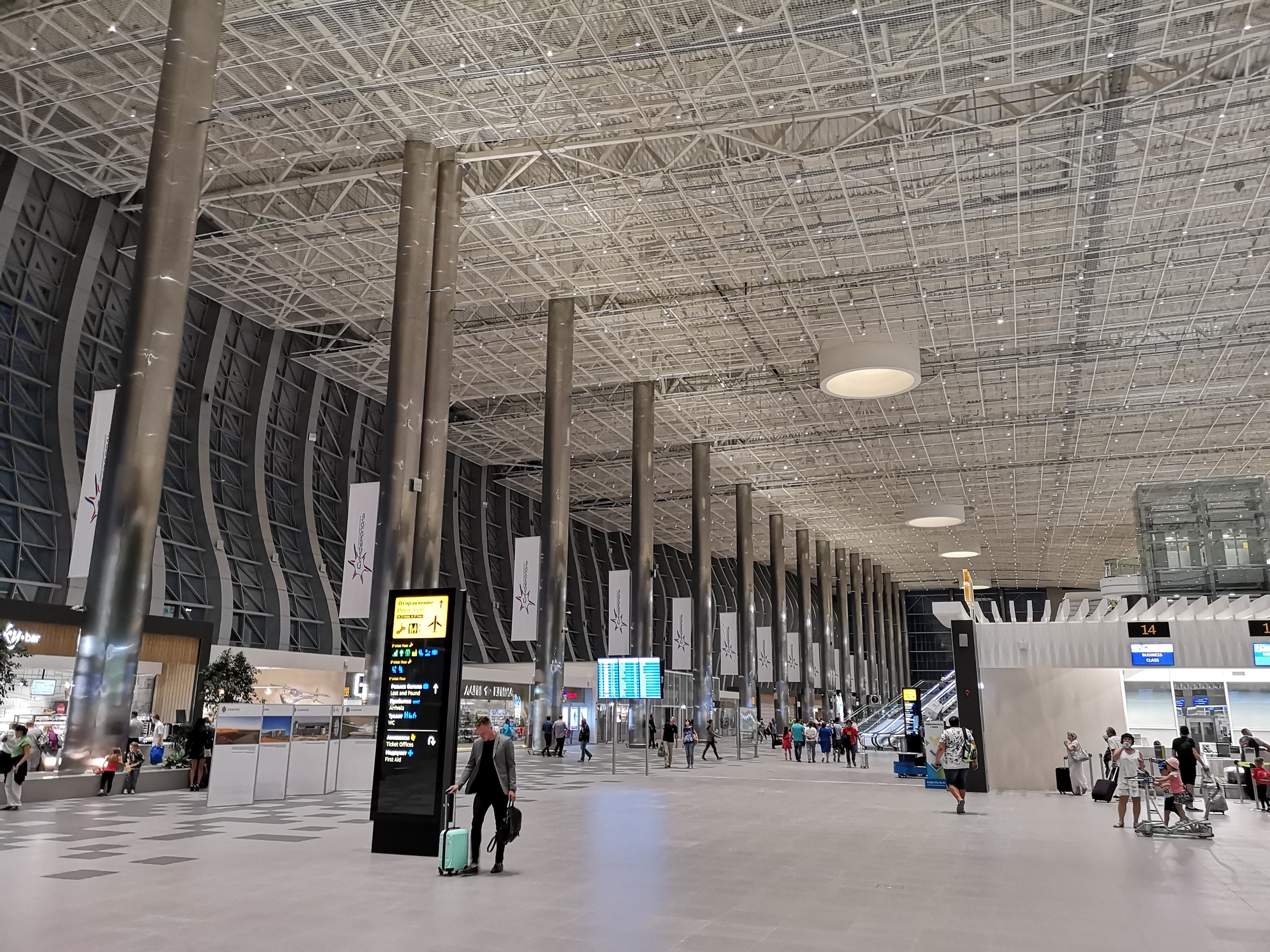
Zone d'enregistrement.

Le 21 janvier 1936, le Conseil des commissaires du peuple de la république autonome de Crimée décide de lancer la construction de l'aéroport de Simferopol. Les liaisons aériennes entre Moscou et Simferopol sont ouvertes en mai 1936. Avant la Seconde Guerre mondiale, les compagnies aériennes soviétiques utilisaient les aéroports entre autres de Kiev et de Kharkov.
En 1957, un terminal est construit. L'aéroport était alors utilisable par des Il-12, des Il-14 et les Mil Mi-4. En 1960, une piste en béton est installée. L'aéroport se voit accueillir de nouveaux appareils tels que des An-10 et des Il-18.
Depuis 1964, l'aéroport accueille des Antonov An-24. En 1977 commence la construction de la deuxième piste, conçue pour être utilisable par des Il-86, des Il-76, des Il-62 ainsi que par des Tu-154. Elle est terminée en 1982. Dans les années suivantes, les IL-86 font une moyenne de 5,6 vols quotidiens à destination de Moscou.
Au début des années 2000, l'ancienne piste 01R/19L est mise hors service en raison de son manque de longueur. La piste construite en 1982 est désormais la seule en service sous le numéro 01/19 ; sa longueur et sa largeur lui permet d’accueillir des avions lourds.
En 2014 durant la crise de Crimée, l'aéroport est saisi le 28 février par des troupes pro-russes. L'espace aérien de Crimée est resté fermé et le trafic aérien perturbé pendant deux jours,. Le 11 mars les pro-Russes se sont emparés de la tour de contrôle et ont fermé l'espace aérien de Crimée jusqu'à la fin de la semaine. Le vol international ukrainien PS65 a dû retourner à Kiev peu de temps avant son atterrissage,.
Dans les années suivantes, l’aéroport a vu son trafic passagers passer de un à cinq millions, nécessitant la construction d’un nouveau terminal plus grand en remplacement de deux anciens terminaux. En avril 2018, le nouveau terminal de 78 000 m² est mis en service, remplaçant les deux anciens terminaux qui étaient devenus trop petits.

## Situation

### Carte des aéroports d'Ukraine
| Berdiansk Oujhorod Brody Ouman Kanatove Konotop Djankoï Tchouhouïv Kryvyï Rih Donetsk Sébastopol DniproVesseloïeBaheroveHorodokChersonèseGvardeïskoïeKatchaIvano-Frankivsk Izmaïl JovtneveJytomyr Koulbakino Kharkiv · Charcovie Khmelnytskyï Kherson KrementchoukKiev/Kyïv · Jouliany Kiev/Kyïv · Boryspil Kryvyï Rih Kolomya Loutsk Louhansk LvivMarioupol Mykolaïv Myrhorod Nijyn Odessa Poltava Rivne Sambir Simferopol Starokostiantyniv Tchernivtsi Vinnytsia Zaporijjia |

### Carte des aéroports russes
| \| 50 km1:1 791 000 \| Koursk Abakan Anapa Pskov Arkhangelsk Astrakhan Barnaoul Belgorod Blagoveshchensk Bratsk Grozny Guelendjik Iakoutsk Iékaterinbourg Ijevsk Ioujno-Sakhalinsk Irkoutsk Kaliningrad Kazan Kemerovo Khabarovsk Khanty-Mansiïsk Krasnodar Krasnoïarsk Magadan Magnitogorsk Makhachkala Mineralnye Vody Mirny Moscou · SVO Moscou · DME Moscou-VKO Mourmansk Narian-Mar Nijnekamsk Nijnevartovsk Nijni Novgorod Noïabrsk Alykel Novokouznetsk Novossibirsk Novy Ourengoï Omsk Orenbourg Oufa Oulan-Oude Oulianovsk Perm Petropavlovsk-Kamtchatski Rostov · sur-le-Don Sabetta Saint-Pétersbourg Salekhard Samara Saratov Simferopol Sotchi Sourgout Stavropol Kyzyl Syktyvkar Tcheliabinsk Tchita Tioumen Tomsk Vladivostok Volgograd Voronej |
| 50 km1:1 791 000 |

## Compagnies et destinations
| Compagnies            | Destinations |
| --------------------- | --- |
| Aeroflot              | Krasnoïarsk-Iémélianovo , Moscou Chérémétiévo En saison : Krasnodar-Pashkovsky |
| Alrosa                | En saison : Novossibirsk-Tolmatchevo, Oufa |
| Azimuth               | Élista, Krasnodar-Pashkovsky, Mineralniye Vody, Rostov-sur-le-Don/Platov |
| IrAero                | Saratov |
| Izhavia               | En saison : Tcheboksary (en), Kirov-Pobedilovo, Nijnekamsk-Begichevo, Penza (en) |
| Kosmos Airlines       | En saison : Novokouznetsk-Spichenkovo (en), Tomsk-Bogachevo |
| Kostroma Avia         | En saison : Kostroma (en), Voronej (en) |
| Nordwind Airlines     | En saison : Oufa |
| Pegas Fly             | En saison : Belgorod , Tcheboksary (en) , Kirov-Pobedilovo , Krasnoïarsk-Iémélianovo, Magnitogorsk , Novossibirsk-Tolmatchevo, Oulyanovsk-Baratayevka (en) , Volgograd (ex-Stalingrad) |
| Red Wings Airlines    | Moscou-Domodédovo, Saint-Pétersbourg-Poulkovo En saison : Omsk, Tomsk-Bogachevo, Tioumen-Roshchino, Oufa |
| RusLine               | Voronej (en) En saison : Koursk-Vostochny, Penza (en), Oulyanovsk-Baratayevka (en), Volgograd (ex-Stalingrad)" " |
| S7 Airlines           | Irkoutsk , Moscou-Domodédovo En saison : Novossibirsk-Tolmatchevo |
| Severstal Air Company | En saison : Tcherepovets (en), Petrozavodsk |
| Smartavia             | En saison : Arkhangelsk-Talagi, Tcheboksary (en), Moscou-Domodédovo, Syktyvkar (en), Oufa, Volgograd (ex-Stalingrad), Voronej (en) |
| Ural Airlines         | - Belgorod, - Kazan, - Kemerovo, - Kirov-Pobedilovo, - Krasnodar-Pashkovsky, - Krasnoïarsk-Iémélianovo, - Magnitogorsk, - Moscou-Domodédovo, - Moscou Chérémétiévo, - Mourmansk, - Nijnevartovsk (en), - Nijni Novgorod-Strigino, - Omsk, - Saint-Pétersbourg-Poulkovo, - Samara-Kouroumotch, - Iékaterinbourg-Koltsovo En saison : - Tcheliabinsk-Balandino, - Moscou-Joukovski, - Rostov-sur-le-Don/Platov " |
| UVT Aero              | Bougoulma En saison : Oufa |
| Yakutia Airlines      | En saison : Irkoutsk, Krasnodar-Pashkovsky, Mineralniye Vody, Moscou-Vnoukovo, Iakoutsk |
| Yamal Airlines        | Tioumen-Roshchino En saison : Koursk-Vostochny, Moscou-Domodédovo, Nijnevartovsk (en), Omsk, Sourgout |

Édité le 09/02/2020

## Statistiques
Pour des raisons techniques, il est temporairement impossible d'afficher le graphique qui aurait dû être présenté ici.

Voir la requête brute et les sources sur Wikidata.
| 2008 | 2009          | 2009 | 2010            | 2010 | 2011            | 2011 | 2012            | 2012 | 2013            | 2013 | 2014            | 2014 | 2015            | 2015 | 2016            | 2016 | 2017          | 2017 | 2018            | 2018 | 2019          | 2019 | 2020          | 2020 | 2021            | 2021 |
| ---- | ------------- | ---- | --------------- | ---- | --------------- | ---- | --------------- | ---- | --------------- | ---- | --------------- | ---- | --------------- | ---- | --------------- | ---- | ------------- | ---- | --------------- | ---- | ------------- | ---- | ------------- | ---- | --------------- | ---- |
| 855  | en diminution | 751  | en augmentation | 845  | en augmentation | 964  | en augmentation | 1114 | en augmentation | 1204 | en augmentation | 2800 | en augmentation | 5000 | en augmentation | 5201 | en diminution | 5129 | en augmentation | 5146 | en diminution | 5140 | en diminution | 4630 | en augmentation | 6830 |